# Bičnatci
Bičnatci (Uropygi) je řád pavoukovců, žijící v teplých oblastech Ameriky, Asie a západní Afriky. Dělí se na dva podřády: vlastní bičnatce (Thelyphonida) a krátkochvosty (Schizomida). Je popsáno patnáct čeledí a okolo stovky druhů bičnatců.
Vzhledem připomínají štíry. Tělo je zploštělé, hlavohruď nemají článkovanou, na rozdíl od zadečku, který je zakončen bičovitým výrůstkem. K chůzi používají pouze šest nohou, první pár končetin je přeměněn na hmatové orgány. Aktivní jsou převážně v noci, kdy loví menší bezobratlé živočichy. Nemají jedovou žlázu, kořist usmrcují stiskem masivních makadel opatřených ostrými trny.
Největšími bičnatci jsou příslušníci čeledi Mastigoproctus, dosahující délky okolo osmi centimetrů a váhy až třicet gramů.
Na obranu vystřikují tekutinu obsahující kyselinu octovou, díky tomu se jim také říká octovníci.